# Championnat du monde moins de 18 ans de hockey sur glace 2005
Navigation
Édition précédente Édition suivante
Le Championnat du monde moins de 18 ans de hockey sur glace 2005 se déroule à Ceske Budejovice et Plzen en République tchèque du 14 au 24 avril 2005. Les États-Unis remportent l'or devant le Canada et la Suède.

## Division élite

### Tour préliminaire
Pour les significations des abréviations, voir Statistiques du hockey sur glace.

#### Groupe A

##### Matches
| Date     | Équipe    | Score | Équipe    | Score par période |
| 14 avril | Allemagne | 1-2   | Canada    | 1-1, 0-1, 0-0     |
| 14 avril | Suède     | 1-2   | Russie    | 0-1, 1-1, 0-0     |
| 15 avril | Danemark  | 1-3   | Allemagne | 0-0, 1-2, 0-1     |
| 16 avril | Canada    | 1-2   | Suède     | 0-1, 1-1, 0-0     |
| 16 avril | Russie    | 2-1   | Danemark  | 0-0, 1-1, 1-0     |
| 17 avril | Allemagne | 4-12  | Russie    | 0-7, 0-3, 4-2     |
| 18 avril | Canada    | 15-1  | Danemark  | 2-0, 5-0, 8-1     |
| 18 avril | Suède     | 3-2   | Allemagne | 0-0, 3-1, 0-1     |
| 19 avril | Russie    | 3-6   | Canada    | 1-2, 1-2, 1-2     |
| 19 avril | Danemark  | 1-3   | Suède     | 0-1, 1-0, 0-2     |

##### Classement
| Équipe    | PJ | V | D | N | BP | BC | PTS |
| --------- | -- | - | - | - | -- | -- | --- |
| Canada    | 4  | 3 | 1 | 0 | 24 | 7  | 6   |
| Suède     | 4  | 3 | 1 | 0 | 9  | 6  | 6   |
| Russie    | 4  | 3 | 1 | 0 | 19 | 12 | 6   |
| Allemagne | 4  | 1 | 3 | 0 | 10 | 18 | 2   |
| Danemark  | 4  | 0 | 4 | 0 | 4  | 23 | 0   |

#### Groupe B

##### Matches
| Date     | Équipe             | Score | Équipe     | Score par période |
| 14 avril | Slovaquie          | 1-3   | États-Unis | 0-1, 1-2, 0-0     |
| 14 avril | République tchèque | 4-1   | Suisse     | 1-0, 2-1, 1-0     |
| 15 avril | Finlande           | 3-1   | Suisse     | 1-0, 2-1, 0-0     |
| 16 avril | République tchèque | 3-0   | Slovaquie  | 0-0, 2-0, 1-0     |
| 16 avril | États-Unis         | 3-0   | Finlande   | 1-0, 1-0, 1-0     |
| 17 avril | Suisse             | 1-7   | États-Unis | 1-1, 0-3, 0-3     |
| 18 avril | Slovaquie          | 2-1   | Suisse     | 1-1, 0-0, 1-0     |
| 18 avril | République tchèque | 6-1   | Finlande   | 0-1, 5-0, 1-0     |
| 19 avril | Finlande           | 2-3   | Slovaquie  | 0-0, 1-2, 1-1     |
| 19 avril | République tchèque | 3-4   | États-Unis | 1-0, 2-3, 0-1     |

##### Classement
| Équipe     | PJ | V | D | N | BP | BC | PTS |
| ---------- | -- | - | - | - | -- | -- | --- |
| États-Unis | 4  | 4 | 0 | 0 | 17 | 5  | 8   |
| Tchéquie   | 4  | 3 | 1 | 0 | 16 | 6  | 6   |
| Slovaquie  | 4  | 2 | 2 | 0 | 6  | 9  | 4   |
| Finlande   | 4  | 1 | 3 | 0 | 6  | 13 | 2   |
| Suisse     | 4  | 0 | 4 | 0 | 4  | 16 | 0   |

### Tour de relégation
| Date      | Équipe    | Score | Équipe    | Score par période |
| 15 avril* | Danemark  | 1-4   | Allemagne | 0-1, 1-2, 0-1     |
| 15 avril* | Finlande  | 3-1   | Suisse    | 1-0, 4-0, 4-0     |
| 21 avril  | Allemagne | 2-0   | Suisse    | 1-0, 0-0, 1-0     |
| 21 avril  | Finlande  | 3-2   | Danemark  | 1-1, 2-0, 0-1     |
| 22 avril  | Allemagne | 2-4   | Finlande  | 0-2, 2-1, 0-1     |
| 22 avril  | Danemark  | 2-4   | Suisse    | 1-2, 1-0, 0-2     |

* Note : Matchs du premier tour comptabilisés pour le classement du tour de relégation.

### Tour final

#### Matchs de barrage
- 21 avril : Suède 5-3 Slovaquie (3-1, 1-2, 1-0)
- 21 avril : République tchèque 5-1 Russie (2-0, 2-0, 1-1)

#### Demi-finales
- 22 avril : États-Unis 6-2 Suède (1-0, 4-1, 1-1)
- 22 avril : Canada 3-2 République tchèque (1-0, 0-2, 1-0, 1-0)

#### Match pour la cinquième place
- 23 avril : Slovaquie 2-5 Russie (0-2, 0-2, 2-1)

#### Petite finale
- 24 avril : Suède 4-2 République tchèque (3-1, 0-0, 1-1)

#### Finale
- 24 avril : États-Unis 5-1 Canada (2-1, 1-0, 2-0)

### Classement final
| Classement | Équipe     |
| ---------- | ---------- |
| Or         | États-Unis |
| Argent     | Canada     |
| Bronze     | Suède      |
| 4          | Tchéquie   |
| 5          | Russie     |
| 6          | Slovaquie  |
| 7          | Finlande   |
| 8          | Allemagne  |
| 9          | Suisse     |
| 10         | Danemark   |

La Suisse et le Danemark sont relégués en division 1 pour l'édition 2006.

## Division 1

### Groupe A
Le groupe A se déroule à Maribor en Slovénie du 3 au 9 avril 2005.

#### Matchs
| Date    | Équipe          | Score | Équipe          | Score par période |
| 3 avril | Grande-Bretagne | 0-5   | Biélorussie     | Forfait*          |
| 3 avril | France          | 4-1   | Autriche        | 1-0, 3-1, 0-0     |
| 3 avril | Slovénie        | 5-3   | Kazakhstan      | 1-1, 3-0, 1-2     |
| 4 avril | Autriche        | 5-4   | Grande-Bretagne | 1-2, 0-0, 4-2     |
| 4 avril | Biélorussie     | 3-2   | Kazakhstan      | 1-0, 0-0, 2-2     |
| 4 avril | Slovénie        | 4-1   | France          | 3-1, 0-0, 1-0     |
| 6 avril | Biélorussie     | 2-3   | Lettonie        | 0-0, 0-3, 2-0     |
| 6 avril | Grande-Bretagne | 2-4   | Kazakhstan      | 1-0, 1-2, 0-2     |
| 6 avril | Slovénie        | 3-4   | Autriche        | 2-0, 1-2, 0-2     |
| 7 avril | Kazakhstan      | 4-1   | France          | 0-1, 1-0, 3-0     |
| 7 avril | Autriche        | 2-8   | Biélorussie     | 0-1, 0-3, 2-4     |
| 7 avril | Slovénie        | 7-1   | Grande-Bretagne | 2-1, 2-0, 3-0     |
| 9 avril | Autriche        | 3-6   | Kazakhstan      | 1-2, 1-3, 1-1     |
| 9 avril | France          | 2-3   | Grande-Bretagne | 0-1, 1-1, 1-1     |
| 9 avril | Slovénie        | 5-3   | Biélorussie     | 2-0, 2-2, 1-1     |

* Note : La Grande-Bretagne qui ne peut se présenter à l'heure du match, l'équipement des joueurs étant resté bloqué à l'aéroport de Gatwick, perd son premier match par forfait.

#### Classement
| Équipe          | PJ | V | D | N | BP | BC | PTS |
| --------------- | -- | - | - | - | -- | -- | --- |
| Biélorussie     | 5  | 4 | 1 | 0 | 23 | 10 | 8   |
| Slovénie        | 5  | 3 | 2 | 0 | 22 | 14 | 6   |
| Kazakhstan      | 5  | 3 | 2 | 0 | 19 | 14 | 6   |
| France          | 5  | 2 | 3 | 0 | 11 | 14 | 4   |
| Autriche        | 5  | 2 | 3 | 0 | 15 | 25 | 4   |
| Grande-Bretagne | 5  | 1 | 4 | 0 | 10 | 23 | 2   |

La Biélorussie est promue en division Élite et la Grande-Bretagne est reléguée en division 2 pour l'édition 2006.

### Groupe B
Le groupe B se déroule à Sosnowiec en Pologne du 2 au 8 avril 2005.

#### Matchs
| Date    | Équipe   | Score | Équipe   | Score par période |
| 2 avril | Lettonie | 3-2   | Japon    | 0-1, 3-1, 0-0     |
| 2 avril | Ukraine  | 5-1   | Norvège  | 2-0, 2-0, 1-1     |
| 2 avril | Pologne  | 3-3   | Italie   | 1-1, 0-0, 2-2     |
| 3 avril | Norvège  | 2-1   | Lettonie | 0-1, 1-0, 1-0     |
| 3 avril | Italie   | 3-4   | Ukraine  | 1-1, 2-0, 0-3     |
| 3 avril | Pologne  | 6-4   | Japon    | 3-1, 2-1, 1-2     |
| 5 avril | Japon    | 2-2   | Italie   | 0-0, 1-1, 1-1     |
| 5 avril | Ukraine  | 2-3   | Lettonie | 2-0, 0-3, 0-0     |
| 5 avril | Pologne  | 0-7   | Norvège  | 0-4, 0-1, 0-2     |
| 6 avril | Japon    | 2-1   | Ukraine  | 0-0, 2-0, 0-1     |
| 6 avril | Italie   | 2-3   | Norvège  | 0-1, 0-0, 2-2     |
| 6 avril | Lettonie | 2-3   | Pologne  | 2-0, 0-2, 0-1     |
| 7 avril | Norvège  | 5-2   | Japon    | 0-1, 4-0, 1-1     |
| 7 avril | Italie   | 4-5   | Lettonie | 2-1, 2-1, 0-3     |
| 7 avril | Pologne  | 3-4   | Ukraine  | 0-0, 1-1, 2-3     |

#### Classement
| Équipe   | PJ | V | D | N | BP | BC | PTS |
| -------- | -- | - | - | - | -- | -- | --- |
| Norvège  | 5  | 4 | 1 | 0 | 18 | 10 | 8   |
| Lettonie | 5  | 3 | 2 | 0 | 14 | 13 | 6   |
| Ukraine  | 5  | 3 | 2 | 0 | 16 | 12 | 6   |
| Pologne  | 5  | 2 | 2 | 1 | 15 | 20 | 5   |
| Japon    | 5  | 1 | 3 | 1 | 12 | 17 | 3   |
| Italie   | 5  | 0 | 3 | 2 | 14 | 17 | 2   |

La Norvège est promue en division Élite et l'Italie est reléguée en division 2 pour l'édition 2006.

## Division 2

### Groupe A
Le groupe A de la division 2 se déroule à Kohtla-Järve en Estonie du 14 au 20 mars 2005.

#### Matchs
| Date    | Équipe            | Score | Équipe            | Score par période |
| 14 mars | Afrique du sud    | 0-22  | Corée du sud      | 0-10, 0-4, 0-8    |
| 14 mars | Estonie           | 6-3   | Espagne           | 1-0, 3-2, 2-1     |
| 14 mars | Serbie-Monténégro | 0-8   | Pays-Bas          | 0-1, 0-3, 0-4     |
| 15 mars | Corée du sud      | 8-1   | Espagne           | 2-1, 1-0, 5-0     |
| 15 mars | Pays-Bas          | 11-1  | Afrique du sud    | 9-1, 0-0, 2-0     |
| 15 mars | Estonie           | 3-2   | Serbie-Monténégro | 2-0, 0-1, 1-1     |
| 17 mars | Pays-Bas          | 2-11  | Corée du sud      | 0-4, 2-5, 0-2     |
| 17 mars | Estonie           | 11-3  | Afrique du sud    | 3-1, 6-2, 2-0     |
| 17 mars | Espagne           | 6-5   | Serbie-Monténégro | 2-0, 1-3, 3-2     |
| 18 mars | Afrique du sud    | 4-6   | Espagne           | 2-3, 1-1, 1-2     |
| 18 mars | Corée du sud      | 3-2   | Serbie-Monténégro | 1-0, 1-1, 1-1     |
| 18 mars | Estonie           | 3-2   | Pays-Bas          | 1-0, 1-1, 1-1     |
| 20 mars | Serbie-Monténégro | 12-0  | Afrique du sud    | 6-0, 4-0, 2-0     |
| 20 mars | Pays-Bas          | 7-0   | Espagne           | 1-0, 3-0, 3-0     |
| 20 mars | Estonie           | 2-7   | Corée du sud      | 0-1, 2-3, 0-3     |

#### Classement
| Équipe               | PJ | V | D | N | BP | BC | PTS |
| -------------------- | -- | - | - | - | -- | -- | --- |
| Corée du Sud         | 5  | 5 | 0 | 0 | 51 | 7  | 10  |
| Estonie              | 5  | 4 | 1 | 0 | 25 | 17 | 8   |
| Pays-Bas             | 5  | 3 | 2 | 0 | 30 | 15 | 6   |
| Espagne              | 5  | 2 | 3 | 0 | 16 | 30 | 4   |
| Serbie-et-Monténégro | 5  | 1 | 4 | 0 | 21 | 20 | 2   |
| Afrique du Sud       | 5  | 0 | 5 | 0 | 8  | 62 | 0   |

La Corée est promue en division 1 et l'Afrique du Sud est reléguée en division 3 pour l'édition 2006.

### Groupe B
Le groupe B de la division 2 se déroule à Bucarest en Roumanie du 21 au 27 mars 2005.

#### Matchs
| Date    | Équipe   | Score | Équipe   | Score par période |
| 21 mars | Islande  | 2-6   | Croatie  | 1-0, 0-3, 1-3     |
| 21 mars | Lituanie | 3-8   | Hongrie  | 1-3, 1-5, 1-0     |
| 21 mars | Roumanie | 0-3   | Mexique  | 0-2, 0-0, 0-1     |
| 22 mars | Hongrie  | 7-2   | Islande  | 2-1, 5-0, 0-1     |
| 22 mars | Croatie  | 4-2   | Mexique  | 2-1, 1-0, 2-0     |
| 22 mars | Roumanie | 6-0   | Lituanie | 0-4, 1-3, 2-1     |
| 24 mars | Mexique  | 3-5   | Lituanie | 0-2, 3-1, 0-2     |
| 24 mars | Hongrie  | 5-1   | Croatie  | 1-0, 1-0, 3-1     |
| 24 mars | Roumanie | 1-10  | Islande  | 1-6, 0-2, 0-2     |
| 25 mars | Hongrie  | 13-0  | Mexique  | 6-0, 3-0, 4-0     |
| 25 mars | Lituanie | 7-2   | Islande  | 0-1, 2-0, 5-0     |
| 25 mars | Roumanie | 2-2   | Croatie  | 0-0, 1-2, 1-0     |
| 27 mars | Croatie  | 3-8   | Lituanie | 1-2, 1-3, 1-3     |
| 27 mars | Islande  | 3-8   | Mexique  | 2-2, 1-3, 0-3     |
| 27 mars | Roumanie | 2-7   | Hongrie  | 0-3, 0-4, 2-0     |

#### Classement
| Équipe   | PJ | V | D | N | BP | BC | PTS |
| -------- | -- | - | - | - | -- | -- | --- |
| Hongrie  | 5  | 5 | 0 | 0 | 40 | 8  | 10  |
| Lituanie | 5  | 4 | 1 | 0 | 31 | 19 | 8   |
| Croatie  | 5  | 2 | 2 | 1 | 17 | 18 | 5   |
| Mexique  | 5  | 2 | 3 | 0 | 15 | 26 | 4   |
| Islande  | 5  | 1 | 4 | 0 | 19 | 29 | 2   |
| Roumanie | 5  | 0 | 4 | 1 | 8  | 30 | 1   |

La Hongrie est promue en division 1 et la Roumanie est reléguée en division 3 pour l'édition 2006.

## Division 3
La division 3 se déroule à Sofia en Bulgarie du 7 au 13 mars 2005.

### Matchs
| Date    | Équipe           | Score | Équipe           | Score par période |
| 7 mars  | Israël           | 7-2   | Nouvelle-Zélande | 4-0, 1-1, 2-1     |
| 7 mars  | Bulgarie         | 2-13  | Australie        | 1-4, 1-1, 0-8     |
| 7 mars  | Turquie          | 0-11  | Belgique         | 0-2, 0-7, 0-2     |
| 8 mars  | Bulgarie         | 1-11  | Belgique         | 0-4, 1-4, 0-3     |
| 8 mars  | Australie        | 7-2   | Israël           | 1-1, 3-1, 3-0     |
| 8 mars  | Nouvelle-Zélande | 11-0  | Turquie          | 5-0, 2-0, 4-0     |
| 10 mars | Belgique         | 5-2   | Israël           | 1-2, 2-0, 2-0     |
| 10 mars | Australie        | 4-1   | Nouvelle-Zélande | 1-0, 2-0, 1-1     |
| 10 mars | Bulgarie         | 2-6   | Turquie          | 0-2, 0-1, 2-3     |
| 11 mars | Nouvelle-Zélande | 1-6   | Belgique         | 0-1, 1-0, 0-5     |
| 11 mars | Bulgarie         | 1-16  | Israël           | 1-4, 0-5, 0-7     |
| 11 mars | Australie        | 18-0  | Turquie          | 5-0, 7-0, 6-0     |
| 13 mars | Belgique         | 1-4   | Australie        | 0-2, 0-1, 1-1     |
| 13 mars | Nouvelle-Zélande | 7-0   | Bulgarie         | 1-0, 2-0, 4-0     |
| 13 mars | Israël           | 9-0   | Turquie          | 3-0, 2-0, 4-0     |

### Classement
| Équipe           | PJ | V | D | N | BP | BC | Pts |
| ---------------- | -- | - | - | - | -- | -- | --- |
| Australie        | 5  | 5 | 0 | 0 | 46 | 6  | 10  |
| Belgique         | 5  | 4 | 1 | 0 | 34 | 8  | 8   |
| Israël           | 5  | 3 | 2 | 0 | 36 | 15 | 6   |
| Nouvelle-Zélande | 5  | 2 | 3 | 0 | 22 | 17 | 4   |
| Turquie          | 5  | 1 | 4 | 0 | 6  | 51 | 2   |
| Bulgarie         | 5  | 0 | 5 | 0 | 6  | 53 | 0   |

La Belgique et l'Australie sont promues en division 2 pour l'édition 2006.

## Qualifications pour la division 3
Les qualifications se déroulent à Ankara en Turquie du 18 au 20 février 2005.

### Matchs
| Date   | Équipe  | Score | Équipe             | Score par période |
| 6 mars | Turquie | 15-1  | Arménie            | 6-0, 6-1, 3-0     |
| 6 mars | Arménie | 3-12  | Bosnie-Herzégovine | 0-3, 3-5, 0-4     |
| 6 mars | Turquie | 6-3   | Bosnie-Herzégovine | 3-1, 2-1, 1-1     |

### Classement
| Équipe             | PJ | V | D | N | BP | BC | Pts |
| ------------------ | -- | - | - | - | -- | -- | --- |
| Turquie            | 2  | 2 | 0 | 0 | 21 | 4  | 4   |
| Bosnie-Herzégovine | 2  | 1 | 1 | 0 | 15 | 9  | 2   |
| Arménie            | 2  | 0 | 2 | 0 | 4  | 27 | 0   |

La Turquie est promue en division 3 pour l'édition 2006.